# Agathe Pembellot
Agathe Pembellot (Pointe-Noire, 21 de mayo de 1942-Pointe-Noire, 13 de octubre de 2016) fue una magistrada congoleña, la primera jueza de la República del Congo. Ocupó varios altos cargos en la magistratura de su país.

## Biografía
Nació el 21 de mayo de 1942 en Pointe-Noire. Fue la segunda de nueve hermanos. Su padre Anaclet Pembellot (nacido en 1908 en Tandou Mboulou y fallecido en 2003 en Pointe-Noire) fue funcionario de los servicios postales y telecomunicaciones y perteneció a la familia principesca Boulolo de Vista (Loango). Su madre Anna Bouiti nacida en 1920 en Brazzaville y fallecida en 2004 en Pointe-Noire, fue agricultora y perteneció a la familia Tchiali; fue la primera de una familia de seis hermanos. Los abuelos maternos de Agathe Pembellot fueron Jacques Bouiti (Diosso, 1895-Pointe-Noire, 1958) y Eugenie Soungou Makaya (Diosso, 1901-Diosso, 1984). Sus abuelos paternos fueron Thomas Pembellot (São Tomé, 1883-?) y Lelo Koutana.
Las familias Boulolo y Tchiali, pertenecían a los 27 familias principales del antiguo Reino de Loango. Hoy, uno de los barrios populares del distrito n.°4 Loandjili en Pointe-Noire, la capital económica de República del Congo, todavía lleva este nombre Tchiali, porque eran los antiguos grandes propietarios terratenientes..
Agathe Pembellot se casó con Auguste Mambou (Pointe-Noir, 1941-Pointe-Noire, 2015), ex subdirector nacional y exdirector regional de las aduanas y aranceles, con quien tuvo cinco niños.

## Formación
Agathe Pembellot fue a la Escuela urbana de las hijas de Pointe-Noire (administrada por la congregación religiosa de las Hijas del Santo-Espíritu), a la que ingresó en 1956. Inició sus estudios secundarios en la escuela secundaria Victor Augagneur de Pointe-Noire, en donde fue en 1965 la primera congoleña en conseguir su bachillerato de este establecimiento, lo que le permitió integrar el Centro de la Educación Superior de Brazzaville (C.E.S.B.), donde conoció a quien sería su esposo, que también estudiaba Derecho.
En 1967, diplomada en Estudios Jurídicos Generales del  C.E.S.B —que posteriormente fue la Universidad Marien Ngouabi—, Agathe Pembellot se casó en agosto de 1968 viajó con su marido a Francia, donde obtuvo su licencia de abogada y se matriculó en la Universidad de Derecho y Ciencias económicas en París (Panthéon-Sorbona). Consiguió su diploma de Derecho en 1969, y realizó su formación profesional en el Centro nacional de Estudios judiciales de París hasta abril de 1970. Mientras, en febrero de 1970, juró en el Palacio de Justicia de París como magistrada. Después completó un período de prueba en el Tribunal de Gran Instancia de Melun, donde se interesó particularmente en los problemas de la delincuencia juvenil.

## Carrera profesional
Terminados sus estudios, regresó al Congo, para paliar la carencia de los altos ejecutivos del país en esa época.
El 11 de marzo de 1973, en el interior del Palacio de Justicia de Brazzaville se celebró la investidura de Pembellot como magistrada. Efectivamente, Agathe Pembellot, a los 30 años, juró lealtad para ser la primera mujer jueza del Congo. Ese acontecimiento suscitó otras vocaciones, llevando a otras mujeres del Congo a estudiar Derecho, como por ejemplo Henriette Diatoulou, Pauline Yoba (nacida Djembo), Jocelyne Milandou (vicepresidenta del Patio de las Cuentas y de la disciplina presupuestaria), Yvonne Kimbembe (fiscal general cerca del Patio de las Cuentas y de disciplina presupuestaria de Congo), Danielle Babin (abogada en el Tribunal de apelación de París y antigua miembro del Consejo del orden de los abogados de Brazzaville en Congo), Nadia Josiane Laure Macosso, Sylvie Tchignoumba, Virginie No Dessabeka, Bertille Djembo Pemba, Caddy Elisabeth Ndala, Arlette Malonga, Marie Miboula Ngatséké y Dorothée Mana.
Agathe Pembellot prestó juramento como jueza de menores. Conjuntamente con los servicios sociales, se comprometió a resolver los problemas de los jóvenes. Ayudó activamente  a la integración de los penitenciaros en la sociedad civil, después de cumplida su sentencia; cualquier sea la gravedad del delito o la sanción del penitenciario.
Fue la primera mujer miembro del Alto Tribunal del Congo, la más alta instancia.
En la alta administración pública ejerció como : 
- presidenta del Tribunal de Menores de Brazzaville ;
- presidenta del Tribunal de Gran Instancia de Brazzaville ;
- presidenta del Tribunal de Apelación de Brazzaville en 1976 ;
- miembro del Alto Tribunal de Congo en 1982;
- consejera de la educación vigilada de niñas cerca del ministro de justicia Dieudonné Kimbembé (1944-2005) entre 1984 y 1989;[11][12][13]
- presidenta del Cuarto Social del Tribunal Supremo de Congo hasta 1993 ;
- inspectora general adjunta de las Jurisdicciones y de los servicios judiciales del Ministerio de la Justicia;
- interviniente a la Escuela Nacional de la Administración y de la Magistratura (ENAM) de Brazzaville.

Agathe Pembellot se ha visto acompañada en su carrera por ilustres colegas masculinos, como Charles Assemekang (1926, Souanké - ?) antiguo presidente del Tribunal supremo de Congo, Placide Lenga, fiscal general al retiro y antiguo primer presidente del Tribunal supremo, Isaac Locko (1932), presidente del cuarto administrativo y financiero del Tribunal supremo a su retiro, Louis Zoubabéla (1944, Mbanza-Ndounga - 2009, París) político antiguo miembro del Tribunal supremo, Patrice Nzouala (? - 2003) antiguo decano de los jueces de instrucción, Jean-François Tchibinda Kouangou (1943, Mpoumbou), antiguo magistrado y antiguo ministro de justicia, Gaston Mabouana y Alexis Gabou (1936, Brazzaville), antiguo magistrado y político.
La carrera de Agathe Pembellot, se ha desarrollado totalmente en la capital política, Brazzaville. Se retiró de la carrera judicial en 2007.

## Publicaciones
Mambou-Pembellot, Agathe 1985 « La prueba de los crímenes de sorcellerie ante el juez penal congoleño », Revista jurídica y política, 1-2 (enero #marzo) : p. 124-128,

## Miembro de organismos siguientes
Agathe Pembellot ha sido afiliada a:
- antigua tesorera de la sección congoleña del IDEF (Instituto internacional de derecho de expresión y de inspiración francesa);[23]
- miembro de la FIFCJ (Federación internacional de las mujeres de las carreras jurídicas) ;
- asociación de las Mujeres juristas de Congo (AFJC);
- presidenta de la Comisión nacional de la niñez.